# Злочиначки умови (7. сезона)
Злочиначки умови (engl. Criminal Minds) је америчка криминалистичка драмска телевизијска серија која прати рад Јединице за анализу понашања (ЈАП-а) (engl. Behavioral Analysis Unit - BAU) чије је седиште у Квантику у Вирџинији. Серија се разликује од других серија те врсте по томе што се више усредсређује на злочинца него на сам злочин. Серију је продуцирала продукција The Mark Gordon Company у сарадњи са телевизијским студијима CBS и ABC. Серија је првобитно названа Квантико, а пробна епизода је снимљена у Ванкуверу.

## Опис
Седма сезона серије Злочиначки умови је емитована на каналу CBS од 21. септембра 2011. до 16. маја 2012.
И А.Џ. Кук и Паџет Брустер је вратио CBS да понове своје улоге Џенифер Џаро и Емили Прентис. Дана 15. фебруара 2012. године, Холивудски рок је објавио да ће Паџет Брустер (Емили Прентис) дефинитивно напустити серију након завршетка седме сезоне. Сви остали главни глумци у серији су осигурали уговоре за повратак у осмој сезони.Дводелна завршница сезоне, која је емитована 16. маја 2012. године, открива да је Прентисова одлучила да напусти ЈАП.
Дана 14. марта 2012. године, CBS је обновио серију „Злочиначки умови“ за осму сезону која је почела 26. септембра 2012. године.

## Улоге
- Џо Мантења кao Дејвид Роси
- Паџет Брустер кao Емили Прентис
- Шемар Мур кao Дерек Морган
- Метју Греј Габлер кao Спенсер Рид
- А.Џ. Кук кao Џенифер Џаро
- Кирстен Вангснес кao Пенелопи Гарсија
- Томас Гибсон кao Арон Хочнер

## Епизоде
| Бр. еп. (укупно) | Бр. еп. (у сезони) | Наслов                          | Редитељ           | Сценариста          | Премијера           | Прод. код | Гледаност у САД-у (милиони) |
| --- | ------------------ | ------------------------------- | ----------------- | ------------------- | ------------------- | --------- | --------------------------- |
| 139 | 1                  | "Потребно је село"              | Глен Кершо        | Ерика Месер         | 21. септембар 2011. | 701       | 14.14                       |
| Док ЈАП сведочи пред Одбором Сената о својој такозваној освети против Ијана Дојла, открива се низ догађаја у којима истрага о нестанку Дојловог сина испитује екипу на начине које нису ни замишљали и узрокује повратак духа из њихове прошлости. |                    |                                 |                   |                     |                     |           |                             |
| 140 | 2                  | "Доказ"                         | Карен Гавиола     | Џенин Шерман Бароа  | 28. септембар 2011. | 702       | 12.58                       |
| Када су две жене из Дуранта у Оклахоми сексуално нападнуте и ослепљене сумпорном киселином, ЈАП трага за убицом одлучним да се освети лицу из своје прошлости. У међувремену, Џеј-Џеј се суочава са Ридом због његовог недавног понашања, а Роси организује екипни час кувања.                                                                                           |                    |                                 |                   |                     |                     |           |                             |
| 141 | 3                  | "Дорадо фолс"                   | Фелик Алкала      | Шерон Ли Вотсон     | 5. октобар 2011.    | 703       | 13.43                       |
| Када је седморо људи изгинуло у масовном убиству у фирми за интернет безбедност у Вирџинији, а пар је убијен из ватреног оружја у свом дому, ЈАП креће да успостави везу између ова два злочина. У међувремену, Прентисова ради са Морганом како би се припремила за своју обуку за поновну потврду.                                                                     |                    |                                 |                   |                     |                     |           |                             |
| 142 | 4                  | "Безболно"                      | Лари Тенг         | Брин Фрејзер        | 12. октобар 2011.   | 704       | 12.87                       |
| Када је директор из Бојсија у Идаху умро неколико дана пре десете годишњице масакра у средњој школи, ЈАП покушава да пронађе сакупљача неправде одлучног да изврши освету над преживелима. У међувремену, Хоч постаје све забринутији за Џека након родитељског састанка, а Морган и Рид се упуштају у рат подвала.                                                      |                    |                                 |                   |                     |                     |           |                             |
| 143 | 5                  | "Из детињског часа"             | Ана Џ. Форестер   | Брус зимерман       | 19. октобар 2011.   | 705       | 13.15                       |
| Када је деветогодишњи дечак из Сент Луиса у Мисурију нестао, а његова проблематична мајка потом умрла, ЈАП трага за убицом који користи своје занимање да би стекао поверење својих жртава. У међувремену, Роси открива запањујућу тајну пошто се поново повезао са својом првом женом.                                                                                  |                    |                                 |                   |                     |                     |           |                             |
| 144 | 6                  | "Епилог"                        | Гај Ферланд       | Рик Данкл           | 2. новембар 2011.   | 706       | 12.94                       |
| Када су тела три жртве утопљења пронађена у Националној шуми Анђелес, ЈАП покушава да направи профил убице одлучног да сазна шта се дешава после смрти. У међувремену, Роси размишља да ли да испуни Керолајнин захтев. |                    |                                 |                   |                     |                     |           |                             |
| 145 | 7                  | "Свуда пођи, кући дођи"         | Роб Спера         | Вирџил Вилијамс     | 9. новембар 2011.   | 707       | 11.36                       |
| Када су унакажена тела двоје тинејџера из Вичите у Канзасу пронађена након низа разорних торнада, ЈАП креће у хватање убице налик Франкенштајну са злокобним скривеним мотивом. У међувремену, Џеј-Џеј се носи са неочекиваним напетостима на домаћем терену. |                    |                                 |                   |                     |                     |           |                             |
| 146 | 8                  | "Хоуп"                          | Мајкл Воткинс     | Кимберли Ен Харисон | 16. новембар 2011.  | 708       | 12.72                       |
| Када је чланица Гарсијине групе за подршку жртвама нестала убрзо пошто је потврдила седму годишњицу отмице своје тада адолесцентне ћерке, ЈАП креће да успостави везу између та два догађаја. |                    |                                 |                   |                     |                     |           |                             |
| 147 | 9                  | "Самоиспуњавајуће пророчанство" | Чарлс Хејд        | Ерика Месер         | 7. децембар 2011.   | 709       | 12.41                       |
| Када је петоро студената војне академије Флориде пронађено мртво у очигледном масовном самоубиству, а још један студент нестао, ЈАП сумња да поступци нису онакви каквима се чине. У међувремену, Морган се сукобљава са Хочом пошто је Страусова направила некарактеристичан потез.                                                                                     |                    |                                 |                   |                     |                     |           |                             |
| 148 | 10                 | "Слаткогорка наука"             | Роб Харди         | Џенин Шерман Бароа  | 14. децембар 2011.  | 710       | 12.88                       |
| Када су двојица мушкараца из Филаделфије у Пенсилванији претучени на смрт, ЈАП креће у проналажење убице који има везе са градском боксерском сценом. У међувремену, Хоч жонглира између тренинга за предстојећи триатлон и привлачности према колегиници спортисткињи.                                                                                                  |                    |                                 |                   |                     |                     |           |                             |
| 149 | 11                 | "Прави геније"                  | Глен Кершо        | Шерон Ли Вотсон     | 18. јануар 2012.    | 711       | 13.00                       |
| Када је пар из Сан Франциска у Калифорнији пронађен убијен, ЈАП креће да утврди да ли се један од најнеухватљивијих убица у историји вратио. У међувремену, Рид размишља о томе шта је постигао у животу пошто је упознао колегу чудо од детета на семинару о насилним злочинима.                                                                                        |                    |                                 |                   |                     |                     |           |                             |
| 150 | 12                 | "Непознати субјекат"            | Мајкл Ленг        | Брин Фрејзер        | 25. јануар 2012.    | 712       | 13.82                       |
| Када је низ сексуалних напада у Хјустону у Тексасу садржао потпис плодног серијског силоватеља, ЈАП поново отвара првобитну истрагу и супротставља се жртви са сопственим обликом правде. У међувремену, Прентисова се бори да се обузда од емоционалног ангажовања док се приближава годишњица своје битке са Ијаном Дојлом.                                            |                    |                                 |                   |                     |                     |           |                             |
| 151 | 13                 | "Змијолики"                     | Даг Аринокоски    | Брус Зимермен       | 8. фебруар 2012.    | 713       | 13.31                       |
| Када је управник коцкарнице у Атлантикграду у Новом Џерзију претучен на смрт, а осам новчаница од једног долара пронађено око карте за играње на његовом лешу, ЈАП сумња да је злочин починио обредни убица са зависношћу од коцкања. У међувремену, Гарсија се плаши најгорег пото се пробудила после ноћи тешког пијења и затекла неочекиваног посетиоца у свом стану. |                    |                                 |                   |                     |                     |           |                             |
| 152 | 14                 | "Затварање времена"             | Џеси Ворн         | Рик Данкл           | 15. фебруар 2012.   | 714       | 12.19                       |
| Када су тројица мушкараца убијена из ватреног оружја и уштројена посмртно док су пословно посетили Лос Анђелес у Калифорнији, ЈАП утврђује да су жртве и убица повезани личним губитком. У међувремену, Хоч се спрема да изађе на свој први састанак од Хејлине смрти.                                                                                                   |                    |                                 |                   |                     |                     |           |                             |
| 153 | 15                 | "Танка линија"                  | Мајкл Воткинс     | Вирџил Вилијамс     | 22. фебруар 2012.   | 715       | 12.78                       |
| ЈАП се враћа у Калифорнију пошто су две породице из Сан Бернардина побијене у очигледним провалама банди у њихове домове. У међувремену, Прентисова и Морган се сукобљавају након занимљиве обуке за приправнике у Академији ФБИ-а. |                    |                                 |                   |                     |                     |           |                             |
| 154 | 16                 | "Породична ствар"               | Роб Спера         | Кимберли Ен Харисон | 29. фебруар 2012.   | 716       | 12.54                       |
| Када су две проститутке из Атланте у Џорџији пронађене избодене на смрт, ЈАП сумња да је злочине починила екипа убица. У међувремену, Хоч се спрема за триатлон ФБИ-ја, а Џеј-Џеј планира женско вече са Прентисовом и Гарсијом. |                    |                                 |                   |                     |                     |           |                             |
| 155 | 17                 | "Волим те, Томи Брауне"         | Џон Терлески      | Џенин Шерман Бароа  | 14. март 2012.      | 718       | 11.43                       |
| Када су три пара из Сијетла у Вашингтону убијена на погубљивачки начин, ЈАП сумња да је злочине починила жена убица са мајчинским нагоном. У међувремену, Гарсију хвата тескоба пошто је чула разговор између Кевина и Моргана. |                    |                                 |                   |                     |                     |           |                             |
| 156 | 18                 | "Фондација"                     | Дермот Даунс      | Џим Клементе        | 21. март 2012.      | 717       | 12.09                       |
| Када је дечак из Флагстафа у Аризони нестао исте ноћи када је латино тинејџер пронађен како лута пустињом, ЈАП сумња да потиснута сећања једне мештанке могу бити кључ за идентитет отмичара. У међувремену, Морган користи своју проблематичну прошлост да би успоставио везу са преживелим.                                                                            |                    |                                 |                   |                     |                     |           |                             |
| 157 | 19                 | "Хитриџски двор"                | Метју Греј Габлер | Шерон Ли Вотсон     | 4. април 2012.      | 719       | 11.34                       |
| Када је наставник математике из Медфорда у Орегону пронађен мртав од тровања никотином у давно напуштеној психијатријској установи, а на месту злочина откривена списак могућих жртава, ЈАП креће да направи профил сатанисте са опасном опседнутошћу која проистиче из проблематичне прошлости.                                                                         |                    |                                 |                   |                     |                     |           |                             |
| 158 | 20                 | "Друштво"                       | Нелсон Мекормик   | Брин Фрејзер        | 11. април 2012.     | 720       | 11.81                       |
| Када је Морганоба старија сестра доживела саобраћајну несрећу док је покушавала да прати жену која језиво подсећа на њихову сестру од тетке Синди за коју се претпоставља да је умрла, јединица поново отвара случај њеног нестанка и прати сексуалног садисту умешаног у садомазохистички ланац.                                                                        |                    |                                 |                   |                     |                     |           |                             |
| 159 | 21                 | "Божанско прорицање"            | Даг Арниокоски    | Брус Зимерман       | 2. мај 2012.        | 721       | 11.47                       |
| Када је жена из Енида у Оклахоми избодена на смрт исте ноћи када је погубљен серијски убица, ЈАП утврђује да је злочин починио имитатор и креће да га спречи да одузме још један живот. У међувремену, Прентисову хвата тескоба пошто је дала понуду за кућу. |                    |                                 |                   |                     |                     |           |                             |
| 160 | 22                 | "Профилисање 101"               | Феликс Алкала     | Виџил Вилијамс      | 9. мај 2012.        | 722       | 11.62                       |
| ЈАП представља један од најдуговечнијих случајева серијских убица студентима Универзитета у Сијетлу у Вашингтону, водећи их кроз дводеценијско трагање за плодним серијским убицом који је постао познат по смртоносном уклањању органа за размножавање својим жртавама.                                                                                                 |                    |                                 |                   |                     |                     |           |                             |
| 161 | 23                 | "Паљчка (1. део)"               | Мајкл Ленг        | Рик Данкл           | 16. мај 2012.       | 723       | 13.68                       |
| Када је банда серијских убица узела неколико цивила за таоце пошто нису успели да се убаце у банку у Вашингтону, ЈАП жонглира између профилисања пљачкаша и спречавања да се стање погорша. У међувремену, Џеј-Џеј се емотивно уплела пошто је сазнала да је Вил међу таоцима, а Прентисова прима телефонски позив који је тера да размисли о својој будућности.         |                    |                                 |                   |                     |                     |           |                             |
| 162 | 24                 | "Бекство (2. део)"              | Глен Кершо        | Ерика Месер         | 16. мај 2012.       | 724       | 13.68                       |
| Док су преостали чланови Фејс Карда у бекству, а Вил се сматра живим, али несталим, ЈАП креће да спречи једног од својих да доживи насилну смрт пошто су утврдили да су пљачке биле параван за злокобни скривени мотив. У међувремену, Прентисова доноси револуционарну одлуку која обећава да ће заувек променити екипу.                                                |                    |                                 |                   |                     |                     |           |                             |